# Spike Island (film)
Spike Island è un film del 2012 diretto da Mat Whitecross.

## Trama
Maggio 1990. Cinque sedicenni di Manchester, Gary 'Tits' Tichfield, Darren 'Dodge' Howard, Chris 'Zippy' Weeks, 'Little' Gaz Duffy e 'Penfold' Andrew Peach, fanno parte di una band ispirata agli Stone Roses, i Shadowcastre. Dopo aver appreso la notizia che i loro miti terranno un concerto a Spike Island, nel Cheshire, partono alla volta dell'isola. Durante il viaggio i ragazzi vedranno la loro amicizia e il loro futuro messi a dura prova.